# Diana Toucedo

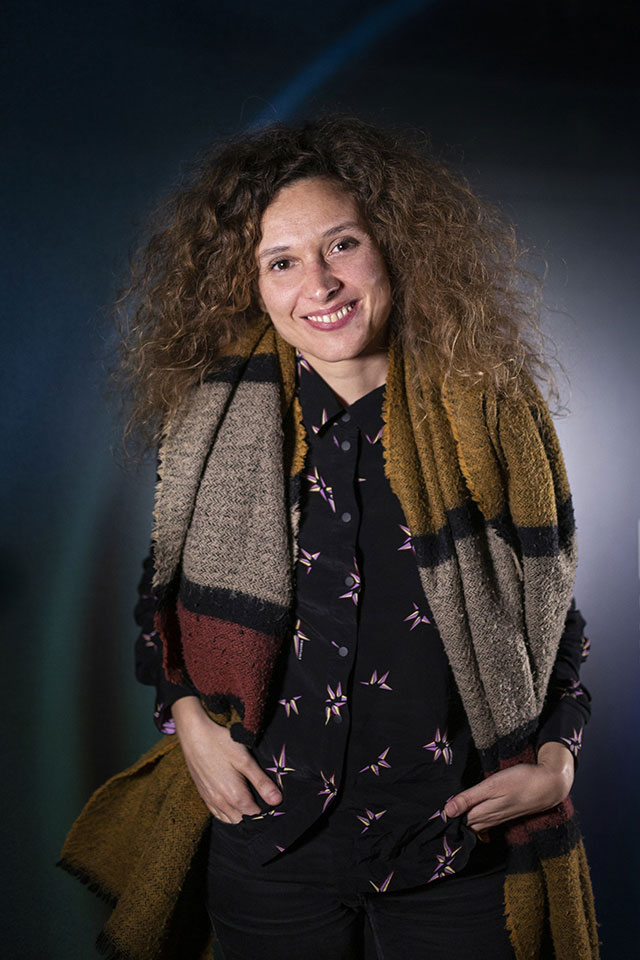
Diana Toucedo

Diana Toucedo Crespo (Redondela, 1982) es una cineasta y montadora española.
Diana Toucedo es cineasta y montadora. Estudió el grado de cine en la ESCAC (UB) en la especialidad de montaje y el Máster de teoría cinematográfica contemporánea en la Universidad Pompeu Fabra, y actualmente cursa en la misma universidad el PhD en Comunicación. 
Entre sus más de treinta largometrajes montados hasta la fecha destacan el largometraje documental La noche que no acaba (All the night long) del director Isaki Lacuesta, producido por el canal TCM. Presentado en el Festival Internacional de cine de San Sebastián en el 2010 y galardonada en varios festivales. O quinto evanxeo de Gaspar Hauser (The fifth gospel of Kaspar Hauser) que obtuvo el galardón Fipresci 2013 en el Festival de Cine de Rotterdam, un largometraje de Alberto Gracia y producido por Zeitun films. También ha editado Bugarach de Nanouk Films en coproducción con Filmtank (Alemania), WDR, TVE y TV3, premiado en múltiples festivales y Belén, de la directora venezolana Adriana Vila en coproducción con España y con el apoyo de Ibermedia, estrenado en el Fid Marseille y premiado en múltiples festivales. Así como varias ficciones: La muerte en la Alcarria de Fernando Pomares, Sonata para violonchelo de Anna M. Bofarull y Júlia Ist de Elena Martín, producida por Lastor Media y Biznaga de plata en el Festival de Málaga 2017, o A estación violenta de la joven directora gallega Anxos Fazáns. También ha hecho el montaje de Penélope de Eva Vila, con el apoyo del Programa Media, ICEC, TV3 y UPF, y el documental Young&Beautiful de Marina Lameiro, premio del público en el Punto de Vista 2018. También ha editado el cortometraje Los desheredados, dirigido por Laura Ferrés y producido por Inicia Films que ha ganado el premio al mejor cortometraje en la Semaine de la critique de Cannes 2017. En el 2018 ha montado la serie de ficción Hierro, dirigida por Jorge Coira, producida por Portocabo y Atlantique productions para Movistar y Canal Arte, estrenada recientemente en Seriesmania en Francia y disponible en Movistar Plus. En el 2019 edita A media voz, el documental ganador del IDFA 2019; así como Enero, un documental de Ione Atena, mejor ópera prima europea en el festival de Gijón. En el 2020 ha editado la serie para Netflix EEUU, My love, dirigida por Chico Pereira; el largometraje documental Dardara de Marina Lameiro y el largometraje de ficción rodado en Irak Sinjar, de Anna M. Bofarull. En el 2021 edita el largometraje Los caballos mueren al amanecer y varios cortometrajes. Y en el 2022 el largometraje de ficción Secaderos, de Rocío Mesa estrenado en Zabaltegui, en el festival de San Sebastián y premio del público en el SXSW y Weightless (Невагома) largometraje documental rodado en Ucrania y dirigido por Marta Hryniuk y Nick Thomas, estrenado en el IRFF, Rotterdam 2023. En el 2024 ha editado Emergency Exit dirigida por Luís Miñarro.
Como directora ha realizado varios cortometrajes documentales y experimentales mostrados en festivales de cine y centros artísticos. Su primer largometraje Trinta Lumes tuvo la premiere mundial en el festival de la Berlinale 2018 en la segunda sección más prestigiosa, Panorama, y posteriormente ha estado el Festival de Málaga, San Sebastián, Nara Film Festival, DocLisboa, etc. Ha sido premiada con numerosos galardones en diversos festivales españoles y ha llegado a las salas de cine con un gran número de espectadores. Actualmente trabaja en la postproducción de Puerto Deseado, un proyecto rodado entre Argentina y Galicia con el apoyo de la subvención de Talento del AGADIC, el ICAA, INCAA y AccióViver de Dones Visuals. En el 2021 dirigió el proyecto documental e instalativo Camille&Ulysse para el CCCB/Museo Pompidou y estrenado en IDFA Doc Lab 2021, con las filósofas Donna Haraway y Vinciane Despret. Entre sus obras también se encuentran varios cortometrajes: Ser de luz (2009), Imágenes secretas (2013), Homes (2016), Corpo preto (2016), Borders (2016), Prekasno (2021) y Tatuado nos ollos levamos o pouso, que se ha estrenado en Visions du Reél 2022, y ha sido galardonado con numerosos premios en festivales. En el 2024 ha dirigido y editado la serie musical WayUp House Portugal para Yamaha Music, y actualmente se encuentra en el desarrollo de su primer largometraje de ficción Querer vivir un grito, producido por AlbaSotorra cinema y Miramemira. 
Ha asistido al Creators Lab con Apichatpong Weerasethakul, al programa EAVE, Dok.incubator, al seminario Flaherty en EEUU, ha sido tutora en Arché Porto-Post-Doc y DocLisboa, en el programa Noka en Tabakalera San Sebastián, en COOFILM Lab, Calmadocs en el Majordocs, en el Master de Prácticas Artísiticas y estudios culturales y en Piet Zwart Institute Lens-based Media master program en Rotterdam. Compagina su profesión con la docencia en el Postgrado de montaje audiovisual BSM/Universidad Pompeu Fabra, en el Grado de Comunicación audiovisual en la UPF, en el máster de creatividad audiovisual de ELISAVA, en el Máster de montaje FRAME en Madrid, y forma parte de la dirección del Master of Film de la Netherlands Film Academy.